# Masashi Hamauzu
 (juin 2021).
La mise en forme du texte ne suit pas les recommandations de Wikipédia : il faut le « wikifier ».
Les points d'amélioration suivants sont les cas les plus fréquents. Le détail des points à revoir est peut-être précisé sur la page de discussion.
- Les titres sont pré-formatés par le logiciel. Ils ne sont ni en capitales, ni en gras.
- Le texte ne doit pas être écrit en capitales (les noms de famille non plus), ni en gras, ni en italique, ni en « petit »…
- Le gras n'est utilisé que pour surligner le titre de l'article dans l'introduction, une seule fois.
- L'italique est rarement utilisé : mots en langue étrangère, titres d'œuvres, noms de bateaux, etc.
- Les citations ne sont pas en italique mais en corps de texte normal. Elles sont entourées par des guillemets français : « et ».
- Les listes à puces sont à éviter, des paragraphes rédigés étant largement préférés. Les tableaux sont à réserver à la présentation de données structurées (résultats, etc.).
- Les appels de note de bas de page (petits chiffres en exposant, introduits par l'outil «  Source ») sont à placer entre la fin de phrase et le point final[comme ça].
- Les liens internes (vers d'autres articles de Wikipédia) sont à choisir avec parcimonie. Créez des liens vers des articles approfondissant le sujet. Les termes génériques sans rapport avec le sujet sont à éviter, ainsi que les répétitions de liens vers un même terme.
- Les liens externes sont à placer uniquement dans une section « Liens externes », à la fin de l'article. Ces liens sont à choisir avec parcimonie suivant les règles définies. Si un lien sert de source à l'article, son insertion dans le texte est à faire par les notes de bas de page.
- La présentation des références doit suivre les conventions bibliographiques. Il est recommandé d'utiliser les modèles {{Ouvrage}}, {{Chapitre}}, {{Article}}, {{Lien web}} et/ou {{Bibliographie}}. Le mode d'édition visuel peut mettre en forme automatiquement les références.
- Insérer une infobox (cadre d'informations à droite) n'est pas obligatoire pour parachever la mise en page.

Pour une aide détaillée, merci de consulter Aide:Wikification.
Si vous pensez que ces points ont été résolus, vous pouvez retirer ce bandeau et améliorer la mise en forme d'un autre article.
Masashi Hamauzu (浜渦 正志, Hamauzu Masashi), né le 20 septembre 1971 à Munich en Allemagne, est un compositeur, arrangeur et réalisateur connu pour son travail sur des jeux vidéo japonais.

## Biographie

### Jeunesse et études (1971-1995)
Fils d'un chanteur d'opéra et d'une pianiste, Masashi Hamauzu naît à Munich, en Allemagne, avant de déménager pour Osaka à la naissance de son frère Hiroshi.  Son premier instrument est le piano. Bien que ses parents lui offrent une éducation musicale très tôt, il ne s'intéresse à la musique classique qu'à l'université. Il a cependant développé une réelle passion pour la musique de jeu vidéo en jouant à des RPG, notamment à la série Dragon Quest. Fasciné par les compositions de Koichi Sugiyama, Hamauzu apprend les partitions des trois premiers jeux de la série pour le piano. Il intègre le département de musique vocale de l'université des Arts de Tokyo sous l'influence de son père Akimori Hamauzu. Il y gagne une compréhension importante de l'harmonisation en plus d'apprendre la composition. Hamauzu a aussi été le claviériste d'un groupe universitaire aux côtés de ses amis Tôru Tabei et Toshizumi Sakai. Il rencontre Shirou Hamaguchi et Matsue Fukushi à la même période. 

### Carrière à Square (1996-2010)
Après avoir impressionné son recruteur, il devient stagiaire chez Square en 1996 et est choisi pour composer les musiques de Front Mission: Gun Hazard aux côtés de Nobuo Uematsu, Yasunori Mitsuda et Junya Nakano. En 1996, il compose quatre pistes pour Tobal No.1, un jeu de combat. En 1997, il est responsable de sa première bande originale en solo, celle de Chocobo no Fushigina Dungeon qu'il a composé, arrangé et produit entièrement lui-même, en plus d'avoir orchestré et enregistré 2 pistes ("Prelude" et "Finale") avec un orchestre de 50 musiciens, une première pour un nouveau venu dans l'histoire de Square,. Il réarrange le thème de chocobo de Nobuo Uematsu à plusieurs reprises, étant tombé amoureux du thème de la mascotte durant son adolescence. Hamauzu sort en 1998 l'album Chocobo No Fushigina Dungeon : Coi Vanni Gialli, pour lequel il a orchestré 6 thèmes issus de Chocobo no Fushigina Dungeon. Yasuo Sako, qui fut responsable de l'orchestration de 4 autres thèmes du jeu pour cet album dira : « le rideau se lève sur l’univers d’un musicien prometteur. […] Ce sont là les débuts d’un compositeur de génie ».
Hamauzu participe la même année au développement de Final Fantasy VII en tant que programmeur des synthétiseurs pour les extraits de "La Création" de Joseph Haydn. Il chantera en tant que basse dans le chœur de 8 personnes pour "One Winged Angel" qu'il a réuni comprenant ses amis de l'université et sa future femme, Matsue Fukushi. Il était aussi chargé de la direction du chœur. Nobuo Uematsu surnommera cette bande le « groupe Hamauzu » et fera de nouveau appel à leur services pour Final Fantasy VIII et Final Fantasy X, bien sûr sans Hamauzu qui avait lui-même les mains pleines avec son travail de composition.
Vient ensuite le titre qui révèle les talents d'Hamauzu au grand jour : SaGa Frontier 2. Après avoir passé plusieurs mois à composer de manière similaire à ceux qui étaient déjà venus avant lui, il choisit dans les derniers mois du développement d'exprimer son propre style après une remise en question concernant ce qu'il voulait accomplir avec la bande-son (« Pourquoi faire ce que n’importe quel autre compositeur ferait aussi bien que moi ? » interrogera-t-il dans les notes de la bande-originale). Choisir de rendre la bande-son de SaGa Frontier II largement atmosphérique fait de cette dernière une entrée assez singulière comparée aux autres albums de la série. Les albums précédents étaient en effet empreints du style mélangeant le rock et l'orchestral de Kenji Ito. Hamauzu explorera ici la musique classique (Präludium" ou encore "Roman") le tango ("Feldschlacht IV"), la fusion de différents genres et styles musicaux (la fusion techno/orchestral "Bessenheit" ou la mélodie enjouée de "Zauberkraft"). Il donnera aussi une certaine cohérence à la bande-son en réarrangeant à plusieurs reprises les mêmes mélodies. C'est aussi dans cet album que la patte artistique de Hamauzu devint réellement audible : ce dernier a été inspiré par son père, chanteur mais aussi compositeur, et la chorale qu'il gérait (et dont Hamauzu faisait partie) et qui lui a donné l'occasion de développer son sens de l'harmonie. Il fut aussi inspiré par la musique classique, Ryuichi Sakamoto et Yellow Magic Orchestra, Hiroshi Miyagawa, Kentaro Haneda et d'autres musiciens similaires. Cette inspiration tirée de la musique populaire japonaise et des musiques de film et d'animés est plus qu'apparente dans ses choix d'instrumentation et son écriture des accords. Hamauzu a été souvent comparé aux impressionnistes. 
Il est ensuite choisi par Uematsu pour composer la bande-son de Final Fantasy X en 2001. Uematsu compose cinquante-et-une pistes, Hamauzu vingt-et-une, et Nakano dix-huit. Plusieurs des pistes créditées à Uematsu sont en réalité des réarrangements de mélodies qu'il a composé par les 2 autres compositeurs. D'après Uematsu, la raison pour laquelle il a choisi Nakano et Hamauzu serait parce qu'ils peuvent composer un type de musique que lui ne pourrait pas. Le style de Hamauzu contraste avec celui d'Uematsu grâce à son utilisation récurrente du piano ("The Splendid Performance", "Travel Agency") et d'élément électroniques (des percussions industrielles accompagnants la mélodie au piano "Besaid" aux distorsions oppressives de "Challenge"). On peut aussi citer sa capacité à créer des ambiances sonores denses et méditatives ("Wandering", "Macalania Woods", "Servant of the Mountain", son arrangement de "Suteki da Ne" joué à un moment décisif de l'histoire du jeu, "A Fleeting Dream") ou encore des musiques cinématiques ("Assault", "Time of Judgment"). Son travail sur Final Fantasy X pourrait donc être considéré comme une évolution de ce qui avait été produit pour Saga Frontier 2. L'un des éléments auquel Hamauzu prêtera une attention toute particulière lors de la composition de sa musique sera de rendre son piano "plus vivant". Sa piste préférée est "Beyond the Darkness", qu'il considère être la mieux construite et stimulant le plus l'imagination tout en restant cohérant avec le monde de Spira. Il signe les arrangements de Piano Collections - Final Fantasy X la même année, succédant à Shirou Hamaguchi qui s'occupe habituellement de ces albums. Hamauzu n'hésitera pas à s'éloigner des mélodies originales tout en conservant leurs essences, faisant preuve d'une certaine maîtrise, voire de virtuosité sur plusieurs des arrangements. Bien que ce choix puisse avoir été l'objet de certaines critiques, les arrangements seront d'une qualité telle que Hamauzu se fera un véritable nom dans la communauté de la musique de jeu vidéo. Uematsu lui dira d'ailleurs en 2002 : « Tu es quelqu’un qui ira loin ». Il arrangera aussi le morceau "feel" pour le maxi-single feel/Go dream - Yuna & Tidus lui aussi dérivé de Final Fantasy X.
En 2002, il compose les musiques d'Unlimited SaGa, RPG conceptuel qui ne rencontre pas beaucoup de succès. Le jeu fut le premier de Square à utiliser la lecture de la musique en continu plutôt qu'échantillonnée, permettant donc l'utilisation d'un plus grand nombre de musique comportant de vrais instruments. Tout comme dans SaGa Frontier 2, Hamauzu explorera différents genres et mêlera l'électronique au classique ou encore au flamenco. Shirou Hamaguchi orchestrera plusieurs pistes.
Hamauzu dirigera la branche musicale de Square Enix à partir de 2004 à la suite du départ d'Uematsu. 
En 2005, il participe au développement de Musashi: Samurai Legend, un jeu d'action à l'esthétique "cartoon" très colorée pour lequel il travaille avec Yuki & Takayuki Iwai ainsi que son collaborateur et ami de longue date Junya Nakano.
Son premier album solo, Vielen Dank, est publié en 2007. Il regroupe 26 pistes, dont la moitié sont des arrangements de ses compositions pour SaGa Frontier 2, Final Fantasy X, Unlimited SaGa, Musashi: Samurai Legend et Dirge of Cerberus. Le disque a été enregistré en Allemagne, à Munich.
Hamauzu sera le seul compositeur de Final Fantasy XIII sorti en 2009. Cela fait de ce dernier le deuxième jeu numéroté de la série à n'avoir aucune nouvelle composition de Nobuo Uematsu après Final Fantasy X-2. Hamauzu est cependant resté en contact avec son ancien mentor lors de la composition de la nouvelle bande-originale. Hamauzu a accepté de travailler sur le jeu directement après avoir été contacté par l'équipe de développement car composer pour un RPG d'un tel calibre a toujours été l'un de ses rêves. Il contactera de proches collaborateurs pour certains arrangements (son éternel partenaire Ryo Yamazaki, son ami Junya Nakano ou encore Yoshihisa Hirano qui avait déjà orchestré certaines pistes de Dirge of Cerberus). Il fera aussi appel à sa fille Ayane Hamauzu (créditée sous le nom d'AYA), qui posera sa voix sur "The Vestige" et "The Gapra Whitehood" et à sa femme Matsue Hamauzu qui chantera sur "Dust to Dust". Son amie aïnou Mina Sakai, pour laquelle il avait déjà composé quelques pistes pour son groupe de l'époque Ainu Rebels, contribuera aussi à la bande-son en prêtant sa voix à des mélodies atmosphériques ("Suulya Springs" ou "Will to Fight"). Neuf des pistes ont été enregistrées avec l'orchestre philharmonique de Varsovie, dont les thèmes de boss "Fighting Fate" ou "Nascent Requiem". Il avait déjà cherché à travailler avec l'ensemble pour Dirge of Cerberus mais cela n'a pas été possible. La raison pour laquelle il tenait tant à travailler avec l'orchestre est parce qu'il cherchait un ensemble qui pourrait refléter sa propre façon d'exprimer sa musique.

### Monomusik et Imeruat (2010-aujourd'hui)
En 2010, il quitte les studios de Square Enix et fonde son propre studio nommé Monomusik. Inspiré de la culture aïnou, un peuple du nord du Japon, il crée le projet Imeruat avec la chanteuse Mina Sakai.
Il s'est produit en concert le 22 mai 2011 à Paris organisé par Wayô Records, consacré à son œuvre et présentant des compositions piano originales. Deux sessions mêlant dédicaces, discussions et représentation ont été données, une première en France.
En 2012, Wayô Records annonce une série de concerts en France, avec le groupe de Masashi Hamauzu, constitué des musiciens originels de Final Fantasy XIII : Mina Sakai (chanteuse sur Final Fantasy XIII), Mitsuto Suzuki (cocompositeur de Final Fantasy XIII-2), Toru Tabei (chanteur sur Final Fantasy VII, Final Fantasy VIII et guitariste), Hijiri Kuwano (violoniste du célèbre morceaux Blinded by Light de Final Fantasy XIII) et Ippiqui Takemoto (percussionniste de la tournée américaine des Yoshida Brothers).
Cette tournée coïncide avec la sortie mondiale (dont française et européenne) du nouvel album du compositeur, Black Ocean.
Hamauzu reste en bons termes avec Square Enix et continue à travailler sur la série Final Fantasy : en 2011, il signe un arrangement du thème principal de la série pour Final Fantasy IV : Les Années Suivantes et compose plusieurs pistes pour Final Fantasy XIII-2 avec Yoshitaka Suzuki (Metal Gear Solid: Peace Walker, Ninja Blade), Mitsuto Suzuki (Zone of the Enders: The 2nd Runner, The 3rd Birthday) et Naoshi Mizuta (Parasite Eve II, Final Fantasy XI). Sa composition favorite est "Etro's Champion", écrite directement après les catastrophes de 2011 dans le but de donner du courage à l'auditeur.

## Ludographie
- Front Mission: Gun Hazard - Composition (1996)
- Tobal No.1 - Composition (1996)
- Final Fantasy VII - Chœur de Sephiroth (basse), extraits de "La Création" composé par Joseph Haydn (synthétiseur) (1997)
- Chocobo no Fushigina Dungeon - Composition & arrangement (1997)
- SaGa Frontier 2 - Composition & arrangement (1999)
- Final Fantasy X - Composition & arrangement (2001)
- Kingdom Hearts - Remerciements (2002)
- Unlimited SaGa - Composition & arrangement (2002)
- Musashi: Samurai Legend - Composition & arrangement (2005)
- Kingdom Hearts 2 - Remerciements (2006)
- Dirge of Cerberus: Final Fantasy VII - Composition & arrangement (2006)
- Final Fantasy Fables : Chocobo's Dungeon - composition originale (2008)
- Sigma Harmonics - Composition & arrangement (2008)
- Final Fantasy XIII - Composition & arrangement (2010)
- Dissidia 012: Final Fantasy - Composition originale (2011)
- Final Fantasy IV : Les Années Suivantes - Arrangement (2011)
- Final Fantasy XIII-2 - Composition & arrangement (2011)
- Groove Coaster Zero - Composition & arrangement (2012)
- Theatrhythm Final Fantasy - Compositions & arrangements originaux (2013)
- Lightning Returns: Final Fantasy XIII - Composition, arrangement & performance (2013)
- Final Fantasy X/X-2 HD Remaster - Directeur de la musique, Composition & arrangement (2013)
- Half-Minute Hero: The Second Coming - Composition & arrangement (2014)
- Super Smash Bros. for Nintendo 3DS / for Wii U - Arrangement (2015)
- The Legend of Legacy - Composition & arrangement (2015)
- Guntama Gunshi no Tamashii - Composition & arrangement (2015)
- Final Fantasy Record Keeper (en) - Compositions originales (2016)
- World of Final Fantasy - Composition & arrangement (2016)
- The Alliance Alive - Composition & arrangement (2017)
- Final Fantasy VII Remake - Composition & arrangement (2020)
- Sin Chronicle - Composition & arrangement (2021)

## Discographie

### Bandes originales
- Front Mission: Gun Hazard Original Sound Track - Composition (avec Nobuo Uematsu, Yasunori Mitsuda et Junya Nakano) (1996)
- Tobal n°1 Original Sound Track - Composition (1996)
- Final Fantasy VII Original Sound Track - Chant et synthétiseur (1997)
- Chocobo no Fushigina Dungeon Original Soundtrack - Production, composition, arrangement, orchestration (1997)
- SaGa Frontier 2 Original Soundtrack - Production, composition et arrangement (1999)
- Musique de Final Fantasy X Original Soundtrack - Musique, composition & arrangement (avec Nobuo Uematsu et Junya Nakano) (2001)
- Unlimited Saga Original Soundtrack - Production, composition & arrangement (2003)
- Musashiden II Bladmaster Original Sound Track - Composition & arrangement (2005)
- Dirge of Cerberus -Final Fantasy VII- Original Soundtrack - Composition & arrangement (2006)
- Dirge of Cerberus -Final Fantasy VII- Multiplayer Mode Original Sound Collection - Composition & arrangement (2006)
- Final Fantasy Fables : Chocobo's Dungeon Original Soundtrack - Composition originale (2008)
- Sigma Harmonics (en) Original Soundtrack - Composition & arrangement (2008)
- Final Fantasy XIII Original Soundtrack - Production, composition & arrangement (2010)
- Final Fantasy XIII Original Soundtrack Plus - Composition & arrangement (2010)
- Dissidia 012: Final Fantasy [duodecim] Final Fantasy Original Soundtrack - Composition (2011)
- Final Fantasy XIII-2 Original Soundtrack - Composition & arrangement (2011)
- Final Fantasy XIII-2 Original Soundtrack Plus - Composition & arrangement (2012)
- Groove Coaster Zero Orignal Soundtrack - Composition (2012)
- Theatrhythm Final Fantasy Compilation Album - Composition & arrangement originaux (2013)
- Lightning Returns: Final Fantasy XIII Original Soundtrack - Composition, arrangement & performance (2013)
- Final Fantasy X/X-2 HD Remaster Original Soundtrack - Directeur de la musique, composition & arrangement (2013)
- Lightning Returns: Final Fantasy XIII Original Soundtrack PLUS - Compositon (2014)
- Half-Minute Hero: The Second Coming - Original Soundtrack - Composition & arrangement (2014)
- Groove Coaster Original Soundtrack - Composition & arrangement (Avec IMERUAT, 1-16 "Flakes") (2014)
- Super Smash Bros. for Nintendo 3DS / for Wii U Special Sound Test - Arrangement (2015)
- The Legend of Legacy Original Soundtrack - Composition & arrangement (2015)
- Seelish Tact Original Sound Track - Composition & arrangement (2015)
- Final Fantasy Record Keeper Original Soundtrack - Composition (2016)
- World of Final Fantasy Original Soundtrack - Composition, arrangement & paroles (2016)
- The Alliance Alive Original Soundtrack -Buryoku Choutei- - Composition & arrangement (avec Ayane Hamauzu) (2017)
- Final Fantasy Record Keeper Original Soundtrack Vol.2 - Compositions originales (2017)
- Shadowbringers : Final Fantasy XIV Orignial Soundtrack - Composition & arrangement originaux (1-08 "A Dream in Flight" et 9 "Ending" de Chocobo no Fushigina Dungeon) (2019)
- Final Fantasy VII Remake Original Soundtrack - Musique, composition, arrangement & orchestration (2020)
- Final Fantasy Reord Keeper Original Soundtrack Vol. 4 - Composition (2020)
- Final Fantasy VII Remake Original Soundtrack Plus - Composition, arrangement & orchestration (2020)
- Final Fantasy VII Remake Intergrade Original Soundtrack - Composition & arrangement (2021)

### Arrangements
- Tobal n°1 Remixes Electrical Indian - Composition (1996)
- Chocobo no Fushigina Dungeon  : Coi Vanni Gialli - Production, composition & orchestration (1998)
- Piano Pieces "SF2" Rhapsody on a Theme of SaGa Frontier 2 - Musique, production, compositions originales & arrangements (1999)
- feel/Go dream - Yuna & Tidus - Arrangement (compositions originales de Nobuo Uematsu) (2001)
- Piano Collections Final Fantasy X - Composition & arrangement (2002)
- Chocobo's Happy Christmas - Composition & arrangement (composé en 1999 pour l'album Chocobo no Fushigina Dungeon) (2005)
- Sailing to the World Piano Score - Arrangement (compositions de Yasunori Mitsuda) (2006)
- Vielen Dank - Composition & arrangement (2007)
- More SQ - Composition originale (2011)
- Piano Collections Final Fantasy XIII - Composition & Arrangement (2010)
- Castlevania Tribute Vol. 2 - Arrangement (2011)
- More SQ - Composition originale (2011)
- Final Fantasy IV & Final Fantasy IV : Les Années suivantes Sounds Plus - Arrangement (2011)
- Sexy.Honey.Bunny! / Takara no Ishi - Arrangement (2011)
- SQ Chips - Composition originale (2011)
- Battle SQ - Composition originale (2012)
- Beer SQ - Composition originale (2012)
- SQ Chips 2 Village/Vanguard Customer Bonus CD - Composition originale (2012)
- Etrian Odyssey IV: Legends of the Titan Super Arrange Version - Arrangement (1-05 "Labyrinth II - Misty Ravine") (2012)
- Final Fantasy X Chips - Composition originale (2012)
- Final Fantasy Tribute ~Thanks~ - Composition (2012)
- X'mas Collections II music from Square Enix - Composition et arrangement (2013)
- A New World : intimate music from Final Fantasy - Composition originale (2014)
- Final Symphony - music from Final Fantasy VI, VII and X - Composition & arrangement (2015)
- The Orchestral SaGa -Legend of Music- - Compositions originales (2016)
- A New World : intimate music from Final Fantasy - Volume II - Composition & arrangement (2019)
- Final Fantasy VII Remake Orchestrtal Arrangement Album - Composition originale (2020)
- Final Fantasy VII Remake Accoustic Arrangements - Composition originale (2020)
- Across the Worlds ~ Chrono Cross Wayô Piano Collection - Arrangement (pistes 2,3,4,14,15,16) (composition de Yasunori Mitsuda) (2021)
- DESTINY 8 - SaGa Band Arrangement Album - Composition originale (piste 3 et 4) (2021)
- SaGa Frontier Series ACOUSTIC ARRANGEMENTS - Composition originale (pistes 6 à 10) (2021)
- Orchestral SaGa - Composition originale (pistes 6 et 7) (2021)
- Fleeting Symphony - Composition originale (avec Nobuo Uematsu et Junya Nakano) et arrangement (avec Tsutomu Narita) (2022)

### Concerts
- 20020220 music from Final Fantasy - Arrangement (2002)
- Distant Worlds : music from Final Fantasy Returning Home - Composition & arrangement (2011)
- Final Symphony - music from Final Fantasy VI, VII and X - Composition & arrangement (2013)
- Distant Worlds : music from Final Fantasy The Celebration - Composition & arrangement (2014)
- Distant World III : more music from Final Fantasy - Composition & arrangement (2015)
- Final Symphony II - music from Final Fantasy V, VIII, IX and XIII - Composition & arrangement (2015)
- Distant Worlds: music from Final Fantasy The Journey Of 100 - Composition originale (2015)
- Distant Worlds IV : more music from Final Fantasy - Composition & arrangement (2017)
- Distant Worlds V : more music from Final Fantasy - Composition & arrangement (2019)

### Albums solo
- Vielen Dank - Composition & arrangement (2007)
- M. Hamauzu Piano Works δ・ε・T_Comp1 - Composition & arrangement (2013)
- Masashi Hamauzu Opus 4 Piano and Chamber Music Works - Composition & arrangement (2014)
- Pianoschlacht Live: Masashi Hamauzu Music Works - Composition & arrangement (2015)

### Imeruat
- Imeruat - Composition, arrangement, performance, paroles (2011)
- Black Ocean / Imeruat - Composition, arrangement, paroles (2012)
- Propelled Life / Imeruat - Composition, arrangement, performance, paroles (2014)
- Far Saa Far / Imeruat - Composition, arrangement, performance & paroles (2017)

### Animation
- Bimbogami ga! Original Soundtrack & Variety CD :Happy Energy Assortment Gift - Composition (2012)
- Tsutaya VS Bimbogami ga! Rental-Only Special CD - Composition (2012)
- Paulette's Chair Original Soundtrack & Piano Arrangements - Composition & arrangement (2014)
- "Aikatsu!" 2nd Season Mini Album 2 cute Look - Composition & arrangement (2014)
- Typhoon Noruda Original Soundtrack - Composition & arrangement (2015)
- Typhoon Noruda Music Collection - Composition & arrangement (2016)
- ClassicaLoid Original Sound Track - Composition & arrangement (2017)
- To Your Eternity Original Soundtrack 2 - Composition & arrangement (1-24 "Mediator") (2021)

### Compilations
- The Best of Final Fantasy Fables: Chocobo Tales - Composition (2006)
- Military Tune The Album - Composition originale (2014)
- Final Fantasy 30th Anniversary Composers' Selection - composition originale ("Suulya Springs" de Final Fantasy XIII) (2017)
- Chunithm All Justice Collection ep. I - Composition & arrangement (2017)
- Final Fantasy 30th Anniversary Tracks 1987-2017 - Composition & arrangement (2018)
- Final Fantasy X Vinyl - Compostion (2021)
- Heroes and Villains - Select Tracks from the Final Fantasy Series Second - Composition ("Blinded by Light" et "Snow's Theme" de Final Fantasy XIII) (2021)
- Chocobo & Friends - Select Tracks from the Final Fantasy Series Compi Vinyl - Composition ("Chocobos of Pulse" de Final Fantasy XIII) (2022)
- Chocobo & Friends 2 - Select Tracks from the Final Fantasy Series Compi Vinyl - Composition ("Chocobo of Cocoon - Chasing Dreams" de Final Fantasy XIII) (2022)
- Final Fantasy Series 35th Anniversary Orchestral Compilation Vinyl - Composition et arrangement (2022)

### Autres
- Kingdom Hearts Original Soundtrack - Remerciements (2002)
- Kingdom Hearts 2 Original Soundtrack - Remerciements (2006)
- Kimi ga Irukara / Sayuri Sugawara - Composition (2009)
- Square Enix MUSIC Presents Music for Art - Composition & arrangement (2009)
- e=katuhu pirka / Ainu Rebels - Composition & arrangement (2010)
- First Story / Sayuri Sugawara - Composition (2010)
- Exotica - Composition (2012)
- Fantasy Worlds / Benyamin Nuss - Composition (1-11 "Improvisation over "Dust to Dust""  basé sur le thème "Dust to Dust" de Final Fantasy XIII, 1-12 "Knight of the Godess" basé sur le thème éponyme de Final Fantasy XIII-2, 1-13 "Fantasy over Hauyns Theme" basé sur "Hauyn's Melody" de World of Final Fantasy) & arrangement (1-12 "Knight of the Goddess")[18] (2019)
- Sakura: Spring! - Composition (pistes 12 à 15) (2021)